# (468348) 2016 ER108
(468348) 2016 ER108 es un asteroide perteneciente al cinturón de asteroides, descubierto el 16 de agosto de 2009 por el equipo Spacewatch desde el Observatorio Nacional de Kitt Peak (Arizona, Estados Unidos).